# ОШ „Алекса Шантић” Бања Лука
ОШ „Алекса Шантић” једна је од основних школа у Бања Луци. Налази се у улици Триве Амелице у бањалучком насељу Росуље. Име је добила по Алекси Шантићу, српском песнику и академику, родом из Мостара где је провео већину живота и песничког стваралаштва.

## Историјат
У фебруару 1993. године, Скупштина општине Бања Лука доноси Одлуку о промени назива Основне школе „Милан Радман” у Основну школу „Алекса Шантић”. У протеклих десет година је прошла кроз четворогодишњи рат који је захватио Босну и Херцеговину и оставио видне трагове стагнације и назатка у животу и раду школе, године консолидације, опоравка и повратка у нормале токове са значајном тенденцијом напретка.
Настава се у периоду 1992—1996. одвијала у отежаним условима. Многи наставници су били на ратишту, у граду није било струје, грејања, часови су често били скраћени, а и школске године су биле скраћиване и до десет радних седмица. Много ученика је остало без родитеља, најчешће без очева, многи су били из избеглих и расељених породица, без средстава за егзистенцију, са ратним траумама. Основни задатак школе је био да санира психолошка стања код ученика, ублажавајући трауме кроз које су многи прошли, као и побољшавање услова рада.
У Републици Српској је 2003—04. отпочело деветогодишње основно школовање. Ученици се уписују са шест година.